# Чемпіонат світу з легкої атлетики 1976
Чемпіонат світу з легкої атлетики 1976 був проведений 18 вересня в шведському Мальме, через півтора місяця після закінчення Олімпійських ігор.
Програма змагань складалась з однієї легкоатлетичної дисципліни — чоловічої спортивної ходьби на 50 кілометрів, яка не була представлена на тогорічних Олімпійських іграх. Причиною цьому став намір МОК «впорядкувати» олімпійську програму шляхом виключення з неї «непопулярних» дисциплін. На сесії МОК, яка відбулась під час Олімпійських ігор 1972, було прийнято рішення про виключення з олімпійської програми веслувального слалому, а також деяких дисциплін плавання, велоспорту та легкої атлетики (в тому числі спортивної ходьби на 50 кілометрів). Проте, на наступних Іграх у Москві ця дисципліна знову отримала своє місце у програмі змагань.
У змаганнях у Мальме взяли участь спортсмени 20 країн (спортсмени 2 країн були заявлені, але не вийшли на старт). Старт і фініш проходили на стадіоні «Мальме», а дистанція була прокладена пересіченою місцевістю. З перших метрів дистанції лідерство захопив Веніамін Солдатенко. Після 30 км він отримав попередження за порушення техніки ходьби, та був змушений знизити темп; внаслідок цього після 37 км він втратив лідерство. Перед самим фінішем Солдатенко спромігся дістати суперника, вийти вперед та фінішувати першим.

## Рекорд
На початок змагань вище світове досягнення було наступним:
| WB | Бернд Канненберг НДР | 3:52.44,6 | Бремен | 27 травня 1972 |

## Результати
| Місце | Атлет                                       | Час     | Примітки |
| ----- | ------------------------------------------- | ------- | -------- |
| 1     | Веніамін Солдатенко СРСР                    | 3:54.40 | CR       |
| 2     | Енріке Вера Мексика                         | 3:58.14 |          |
| 3     | Рейма Салонен Фінляндія                     | 3:58.53 |          |
| 4     | Домінго Колін Мексика                       | 4:00.34 |          |
| 5     | Маттіас Крель НДР                           | 4:00.58 |          |
| 6     | Євген Люнгін СРСР                           | 4:04.36 |          |
| 7     | Паоло Грекуччі Італія                       | 4:04.59 |          |
| 8     | Ральф Кнюттер НДР                           | 4:05.41 |          |
| 9     | Герхард Вайднер ФРН                         | 4:06.20 |          |
| 10    | Євген Євсюков СРСР                          | 4:07.14 |          |
| 11    | Богуслав Кмецик Польща                      | 4:09.30 |          |
| 12    | Штеффан Мюллер НДР                          | 4:10.17 |          |
| 13    | Боб Добсон Велика Британія                  | 4:10.20 |          |
| 14    | Аугустін Архенті Іспанія                    | 4:11.04 |          |
| 15    | Леннарт Лундгрен Швеція                     | 4:11.43 |          |
| 16    | Гайнріх Шуберт ФРН                          | 4:11.55 |          |
| 17    | Франко Веккьйо Італія                       | 4:12.14 |          |
| 18    | Бохдан Булаковський Польща                  | 4:13.20 |          |
| 19    | Ганс Біндер ФРН                             | 4:13.49 |          |
| 20    | Сеппо Іммонен Фінляндія                     | 4:15.28 |          |
| 21    | Ларрі Янг США                               | 4:16.47 |          |
| 22    | Віллі Соволл Австралія                      | 4:18.27 |          |
| 23    | Тімоті Ерікссон Австралія                   | 4:20.23 |          |
| 24    | Дановські Ференц Угорщина                   | 4:22.36 |          |
| 25    | Стефан Інгварссон Швеція                    | 4:26.45 |          |
| 26    | Люсьєн Фабер Люксембург                     | 4:26.48 |          |
| 27    | Огаст Герт США                              | 4:28.35 |          |
| 28    | Пет Фарреллі Канада                         | 4:29.54 |          |
| 29    | Робін Вайт Австралія                        | 4:30.08 |          |
| 30    | Шаул Ладані Ізраїль                         | 4:33.02 |          |
| 31    | Клод Саррія Франція                         | 4:34.57 |          |
| 32    | Рой Торп Велика Британія                    | 4:35.57 |          |
| 33    | Глен Свізі Канада                           | 4:36.00 |          |
| 34    | Макс Гроб Швейцарія                         | 4:38.08 |          |
| 35    | Ніко Схротен Нідерланди                     | 4:42.53 |          |
| 36    | Гельмут Бюк Канада                          | 4:50.52 |          |
| 37    | Генрі Кляйн Американські Віргінські Острови | 5:09.04 |          |
| 38 !  | Жерар Лельєвр Франція                       | DNF     |          |
| 39 !  | Карл Ловтон Велика Британія                 | DNF     |          |
| 40 !  | Фред Годвін США                             | DNF     |          |
| 41 !  | Вітторіо Візіні Італія                      | DNF     |          |
| 42 !  | Бенгт Сімонсен Швеція                       | DQ      |          |
| 43 !  | Алік Басірев Болгарія                       | DNS     |          |
| 44 !  | Надараджан Ренгасамі Сінгапур               | DNS     |          |